# 莫罗格
莫罗格（法語：Morogues，法語發音：[mɔʁɔɡ]）是法国谢尔省的一个市镇，位于该省北部，属于布尔日区。

## 地理
莫罗格（47°14'28"N, 2°35'52"E）面积30.53 平方千米，位于法国中央-卢瓦尔河谷大区谢尔省，该省份为法国中部省份，北起卢瓦雷省，西接卢瓦-谢尔省和安德尔省，南至克勒兹省，东南接阿列省，东临涅夫勒省。
与莫罗格接壤的市镇（或旧市镇、城区）包括：欧班日、昂里什蒙、安布利尼、帕拉西、圣塞奥尔。

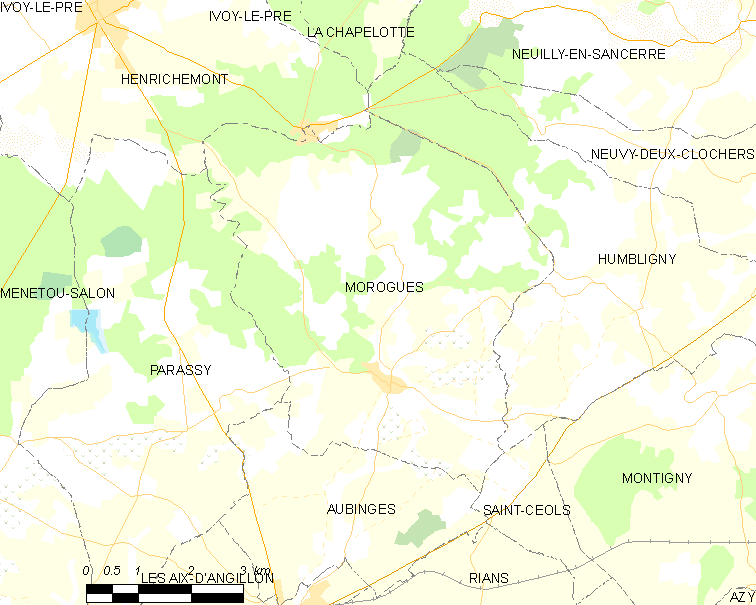
莫罗格的OSM定位图

莫罗格的时区为UTC+01:00、UTC+02:00（夏令时）。

## 行政
莫罗格的邮政编码为18220，INSEE市镇编码为18156。

## 政治
莫罗格所属的省级选区为圣日耳曼迪皮县。

## 人口

1962-2008年间莫罗格人口变化图示

莫罗格于2022年1月1日时的人口数量为423人。